# Patafisica

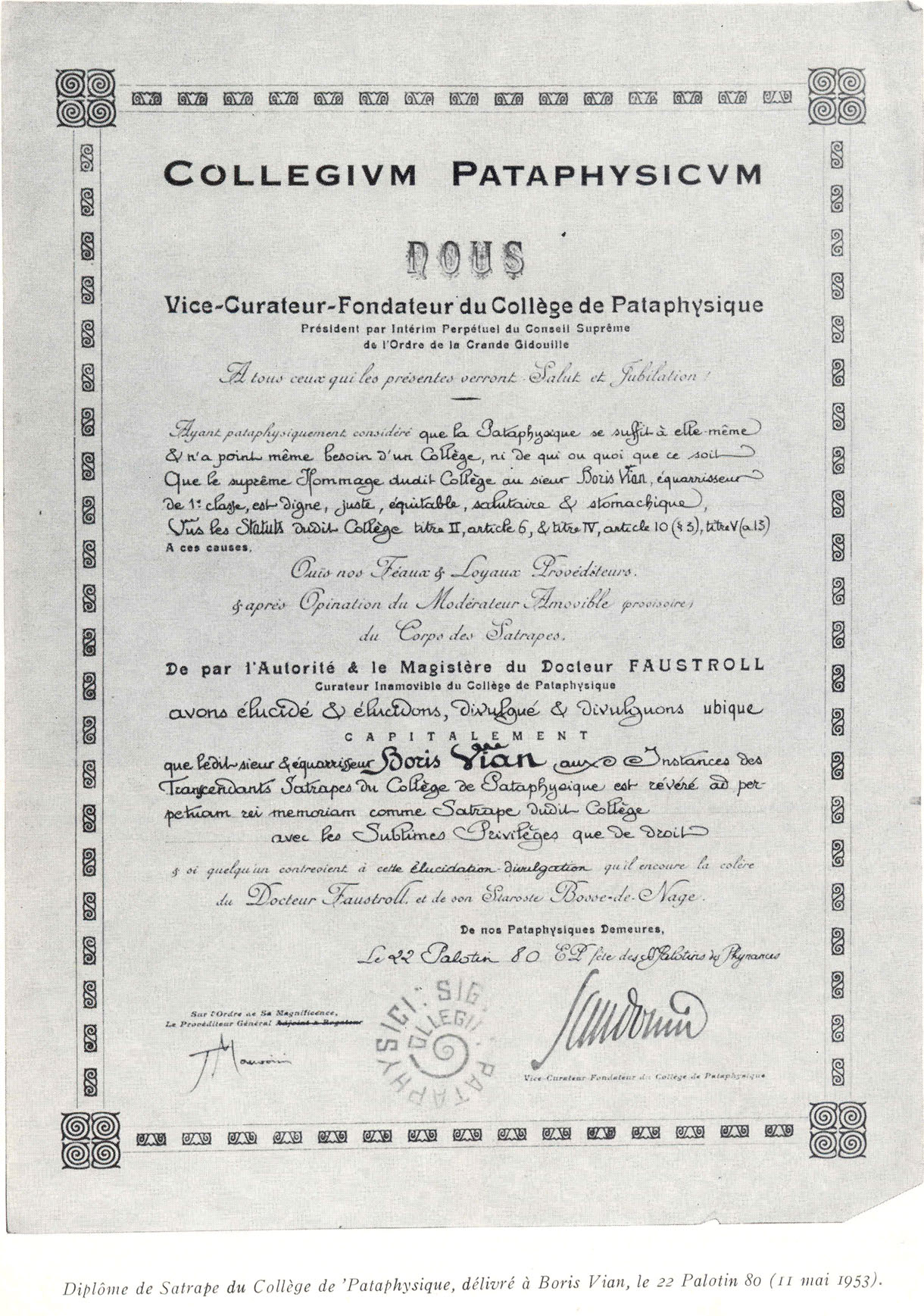
Riproduzione del diploma di Boris Vian membro del Collegio di Patafisica

La patafisica, definita inizialmente come la scienza delle soluzioni immaginarie dal suo creatore, lo scrittore e drammaturgo francese Alfred Jarry, nel libro Gesta e opinioni del dottor Faustroll, patafisico è spesso considerata come una logica dell'assurdo, uno schema metafisico eccentrico e una parodia della metafisica, ha successivamente influenzato vari scrittori, pittori, cineasti, critici, matematici e filosofi, fino ad essere considerata una vera e propria corrente artistica.
Nel suo Faustroll, Alfred Jarry espone i principî e i fini della patafisica, definendola come la scienza che si prefigge di studiare il particolare e le eccezioni e spiegare l'universo supplementare al nostro.
Al giorno d'oggi, riaffermando gli assiomi rivelati dal suo inventore, la patafisica continua a soffermarsi, attraverso l'arte e la letteratura, sulle eccezioni che affiancano le teorie e i metodi propri alla scienza, usando espressioni che fondono in un tutt'uno il nonsenso, l'ironia e l'assurdo.

## Etimologia
Letteralmente patafisica (in francese 'pataphysique, formazione scherzosa e arbitraria derivante dal greco: (e)p(i)-(me)ta-physique , significa: ciò che è vicino (epì) a ciò che viene dopo (metà) la fisica (per "dopo la fisica" s'intende la metafisica).
Jarry ne fa risalire l'origine a Ibicrate il Geometra, pseudonimo di Ippocrate di Chio.
Etimologicamente il termine "patafisica" deriva dal greco antico.
Epi meta ta fisica , dove "ta fisica" sta per "la fisica"; "meta ta fisica" sta per  "metafisica", e infine "epi meta ta fisica " sta per  " 'patafisica".
L'apostrofo apposto all'inizio della parola ricorda l'elisione della "E" di "epi" pertanto la parola diventa 'Patafisica. Chi ha consapevolezza lo usa, chi non ha la consapevolezza di cosa sia la 'Patafisica ne fa a meno, pensando che si tratti di un refuso.

## Genesi della patafisica
Il 28 aprile 1893 Guignol, pubblicato nel mensile L'écho de Paris, vale a Jarry un premio di prosa. In quel testo fa dire a padre Ubu in una conversazione che trattiene con Achras: «La patafisica è una scienza che abbiamo inventato, perché se ne sentiva generalmente il bisogno». Ubu è il famoso personaggio meschino, crudele e repellente nato per la commedia Ubu re che parodiava l'insegnante di fisica Félix Hébert al liceo di Rennes frequentato da Alfred Jarry. Lo stesso dialogo è in seguito rimanipolato nell'opera teatrale di Ubu cornuto (1897).
Ma la patafisica viene pienamente esplicitata nell'opera postuma Gesta e opinioni del dottor Faustroll, patafisico, che vide la pubblicazione soltanto nel 1911, quattro anni dopo la morte di Jarry; titolo chiaramente ispirato al libro: La vita e le opinioni di Tristram Shandy, gentiluomo di Laurence Sterne. Araldo e primo docente della filosofia diverrebbe dunque il dottor Faustroll che compiendo un viaggio accompagnato da Bosse de Nage, scimmia babbuino e Panmuphle, ufficiale giudiziario, porta il lettore alle soglie della realtà, trascinandolo nell'astrazione largamente disponibile ad accogliere l'immaginario. Viaggio puntualizzato da molte riflessioni attorno alla scienza e sospinte da molteplici induzioni filosofiche. A tener d'esempio: l'ultimo capitolo del libro dove Jarry rivela il calcolo della superficie di dio che fa corrispondere al punto tangente di zero e dell'infinito.

## La patafisica
Rileggendo la definizione che ne dà Alfred Jarry: «La patafisica è la scienza delle soluzioni immaginarie, che accorda simbolicamente ai lineamenti le proprietà degli oggetti descritti per la loro virtualità.» e proseguendo nella lettura del Libro Secondo: Elementi di Patafisica - VIII - Definizione ci si accorge di quanto la patafisica, contrariamente alle altre scienze, non si occupa del generale ma piuttosto del particolare, non si occupa delle regole ma piuttosto delle eccezioni. Nel tentativo di criticare il pregiudizio generato da una visione condizionata dall'abitudine, Jarry dimostra come sia sciocco decifrare in modo univoco un fenomeno quando ne esistono infinite interpretazioni. A servire d'esempio fa notare che un orologio da polso viene solitamente ritratto di forma tonda quando, visto lateralmente, esso è rettangolare e schiacciato o «Invece di enunciare la legge della caduta dei corpi verso un centro, perché non si preferisce la legge dell'ascensione del vuoto verso una periferia...» È così che Jarry conduce i principi della patafisica oltre a quelli della metafisica considerando l'universo reale nella sua totalità e l'approccio patafisico come complementare alle percezioni condizionate dalle generalità.
Negli anni cinquanta, Boris Vian, che fu un convinto promotore della patafisica, enuncerà che uno dei principi fondamentali della patafisica è l'equivalenza dei contrari... «È forse quello che spiega il rifiuto che manifestiamo di ciò che è serio, di ciò che non lo è, in quanto per noi, è esattamente la stessa cosa, è patafisica.»
La patafisica si presenta a volte sotto forma di discorsi scientifici o filosofici che possono sembrare a prima vista ermetici. Questi sono avvolti da un'ironia molto caratteristica, talvolta sotto giochi di spirito che propongono una riflessione profonda sui linguaggi e trascrivono una visione "altra" del mondo, che si può vedere e che come dice Jarry «...si deve vedere al posto del tradizionale...». Diceva anche Enrico Baj: «Per il patafisico l'idea di verità è la più immaginaria fra tutte le soluzioni».
La patafisica, partendo dalla fisica e passando dalla metafisica, è stata anche vista come l'ultimo anello che racchiude e contiene tutte le filosofie possibili: «La patafisica è l'ultimo pensiero disponibile» (cit. Pietro Bellasi). Gilles Deleuze in Critica e clinica in L'isola deserta sviluppa l'idea che creando la patafisica Jarry ha aperto la via alla fenomenologia. Jean Baudrillard l'ha individuata come unica strategia ormai possibile contro il sistema iperrealista della simulazione.... Enrico Baj ha restituito notevoli informazioni e pensieri sulla patafisica nel suo libro Patafisica oltre a una vasta antologia di testi tradotti dal francese, documenti fotografici e illustrazioni.
L'8 settembre 2023 (in occasione del Capodanno patafisico coincidente con la nascita di Alfred Jarry) sì è inaugurato il festival Alingue e Apostrofi - Festival degli universi supplementari e dei nuovi (A)linguaggi presso la Stecca 3 di Milano. L'evento, curato da Duccio Scheggi e Marco Garofalo, ha visto l'allestimento di mostre, convegni, presentazioni di libri e esposizioni di archivi storici patafisici. Tra le personalità patafisiche che hanno preso parte all'evento Ugo Nespolo, Afro Somenzari, Luigi Serafini, Paolo Albani, Marco Maiocchi, Antonio Castronuovo, Massimo Schuster, Alberto Casiraghi.

## Le istituzioni patafisiche
È inizialmente in Francia che si è delineato questo atteggiamento intellettuale che ha avuto i primi approfondimenti e sviluppi. Infatti dall'11 maggio 1948 esiste a Parigi, un Collegio di patafisica il Collège de 'Pataphysique, avviato da personalità come il Dottor Ireneo Luigi Sandomir, Maurice Saillet, Jean Ferry e Raymond Queneau. Il Collegio si costituì adottando degli Statuti ed ebbe una gerarchia fin dalla sua fondazione, fu conservato L'Ordine della Grande Giguglia che Alfred Jarry enuncia negli Almanacchi del Padre Ubu (non ancora tradotti in italiano). Fu anche compilato un Calendario Patafisico Perpetuo. Il Collegio si costituì come una società scientifica "minoritaria per vocazione": società di ricerche scientifiche e inutili.
È senz'altro da ricordare l'OuLiPo (Ouvroir de Littérature Potentielle), la "sottocommissione" del Collegio che nacque il 24 novembre 1960 fondata da François Le Lionnais, Raymond Queneau e una decina di scrittori e/o matematici e/o pittori: Albert-Marie Schmidt, Jean Queval, Jean Lescure, Jacques Duchateau, Claude Berge, Jacques Bens, André Blavier, Italo Calvino e altri.
Nel 1952 Roger Chattuck è nominato Rappresentante del Collegio delle Americhe e nel 1957 viene fondato il primo istituto straniero a Buenos Aires: l'Istituto di Alti Studi Patafisici. Il 3 marzo 1964 viene celebrata la fondazione dell'Istitutum Patafisicum Mediolanense, nato dagli stimoli di Raymond Queneau. L'anno precedente prendeva vita a Roma un Istituto Patafisico promosso da Renato Mucci, Leonardo Sinisgalli e Giambattista Vicari. Si susseguirono in Italia il Turin Institute of Pataphysics (1979) che vide Ugo Nespolo quale Protoprovveditore, l'Institutum Pataphyisicum Parthenopeium, aperto a Napoli dall'intellettuale Luigi/luca Castellano il quale, non essendo mai molto prolifico di nuove nomine portò ad un periodo di occultazione fino al nuovo Istituto Patafisico Partenopeo, retto attualmente da Mario Persico, proposto e nominato nel 2001 presso la casa materna di Portici dai patafisici partenopei Raffaele Gambardella, Mri-Mario Ricciardi, Eduardo Ciancia.
Il Collage de 'Pataphysique (1989), fondato da Tania Lorandi, l'Istituto dei Ventilati Patafisici Benacensi e l'Istituto Patafisico Vitellianense (1994), retto da Afro Somenzari e fondato in collaborazione con Enrico Baj e Ugo Nespolo, iniziavano le loro attività con l'approvazione dell'Imperatore Analogico Enrico Baj. Nascevano accompagnati da rare emanazioni e approvazioni del Collège de 'Pataphysique, nuovi istituti come l'Autoclave di Estrazioni Patafisiche (2008) fondato a Milano da Giovanni Ricciardi e l'Istituto Patafisico Sardonico (2008) fondato dalla compagnia teatrale Fueddu e Gestu. Ovunque nel mondo esistono istituti storici come il London Institute of Pataphysics, l'Istituto di Alti Studi Patafisici di Buenos Aires, l'Institut Limbourgeois de Hautes Etudes Pataphysiques in Belgio, L'Accademia Olandese di Patafisica ad Amsterdam e i nuovi Istituto Patafisico di Santiago del Cile, dodici Décollage de 'Pataphysique (sede distaccate del Collage de 'Pataphysique) in Brasile (dal 2008 - attualmente occultata), a Buenos Aires (dal 2013) e dall'8 settembre 2016 (a Milano, Venezia, Torino, Firenze, Roma, Bari, Palermo, Madagascar, Freiburg, Liège). A Roma il 3 marzo del 2016 nasce l'Istituto di Patafisica Romanense con l'approvazione del College di Parigi e con una sede distaccata a Tarquinia e il Collegio Patafisico Patavino (privo di reggenti e di rettori). Anche in Svizzera ci sono istituti patafisici: il Pataphysisches Institut Basel (2013) a Basilea e l'Institut de 'Pataphysique Appliquée (2008) a San Gallo.
Il 2 maggio 2014, (per il calendario patafisico 13 Palotino 141), il Trascendente Satrapo Fernando Arrabal segna una pagina importante per il Collège de 'Pataphysique, eleggendo a Parigi quale unico elettore la nuova Vice Curatrice Sua Magnificenza Tanya Peixoto, la quale ha sostituito lo storico Vice Curatore Sua Magnificenza Lutembi.
Nel 2020 viene a mancare l'artista ed editore Thieri Foulc, che insieme a personalità intellettuali come Fernando Arrabal, Paul Gayot, Jean-Christophe Averty, Tristan Bastit e Marc Decimo, hanno mosso gli ultimi vent'anni del Collége parigino dopo la disoccultazione degli anni 2000.

## I simboli dei patafisici
Nella maggior parte dei casi, l'influenza patafisica (di un evento, una rappresentazione artistica o di un'associazione tra persone) è resa manifesta attraverso riferimenti iconografici precisi. Tra i più comuni vi sono senza dubbio:
- La Giduglia (vorticosa spirale che rappresenta la pancia di Padre Ubu, detta anche Cornoventre)
- La Candela Verde
- L'Asse (il vascello utilizzato dal Dottor Faustroll)
- Padre Ubu, nelle svariate rappresentazioni grafiche dello stesso Jarry

Esiste anche un Calendario patafisico, detto Perpetuo, che non subisce variazioni bisestili e nel quale il capodanno corrisponde all'8 settembre dell'era volgare (data di nascita di Jarry). Consta di tredici mesi chiamati così nell'ordine: Assoluto, Haha, Asso, Sabbia, Decervellaggio, Gole, Pedale, Clinamen, Palotino, Merdra, Giduglia, Tatana, Fallo. Si ispira a due calendari pubblicati da Alfred Jarry all'interno degli Almanacchi dedicati a Padre Ubu. I nomi dei mesi del Calendario Patafisico sono vocaboli tipici dell'autore, neologismi che si possono ritrovare lungo il percorso delle opere di Jarry. Alcuni nomi o termini caratteristici del gergo patafisico sono giochi di parole propri della lingua francese.
Il Calendario Patafisico Perpetuo scandisce il tempo di tutti gli istituti, i circoli e gli ordini patafisici del mondo.

## Riferimenti patafisici nelle produzioni artistiche
Nella musica:
- il brano Maxwell's Silver Hammer sull'album Abbey Road dei Beatles;
- nella produzione musicale e non del cantautore franco-olandese Dick Annegarn;
- il brano A Pataphysical Introduction sul secondo album del gruppo di rock progressivo Soft Machine;
- i primi dischi della band new wave dei Pere Ubu, il cui nome è ripreso dal personaggio dell'Ubu Re di Jarry;
- il brano Kneel to the boss dei Cabaret Voltaire, dall'album The voice of America del 1980;
- alcune produzioni del cantautore Vinicio Capossela, brani dei Toupidek Limonade
- la musica di Erik Satie, Claude Antoine Terrasse
- testi teatrali di Dario Fo, Alessandro Bergonzoni

Nelle arti visive:
- Parte dell'opera di Pierre Bonnard, Marcel Duchamp, Max Ernst, Jean Dubuffet, Maurits Cornelis Escher, Carelman, Roland Topor, Mario Persico, Jean Martin Bontoux.
- Taluni lavori fotografici di Man Ray.
- Alcune opere di Vincenzo Accame, Enrico Baj, Antonino Bove, Gino De Dominicis, Lucio Del Pezzo, Ugo Nespolo, Mario Persico.
- Alcune opere di giovani autori come (b)ananartista, Giacomo Faiella, Giovanni Ricciardi, Giovanna Feola, Mauro Rea, Luigi Urso.
- la rivista di arti grafiche e cultura patafisica KRAKATOA - quadrimestrale di ricerca patafisica, pubblicata dal 1999 al 2006 a Roma da MonkeystudioEdizioni (Vania Calstelfranchi, Daniele Catalli, Lucio Villani). Molto imitata negli anni seguenti, nella forma e nei contenuti, la rivista si prefiggeva l'obbiettivo di sovvertire le regole dell'editoria indipendente d'arte, sperimentando con i materiali, creando eventi e performance dal vivo per rompere la monotonia e la "maniera" che si era venuta a creare negli anni novanta del secolo scorso.
- Il cadavre exquis Athe(X)ehtA, pubblicato nel 2018 e realizzato da Lamberto Pignotti, Giovanni Fontana, Antonino Bove, Tania Lorandi, Vittore Baroni, Giovanni Faiella, Afro Somenzari e Giuseppe Calandriello.

## La patafisica nella letteratura
Nel 1960 in una cantina parigina sette scrittori danno vita al gruppo dell'OuLiPo (Ouvroir de Littérature Potentielle), fondato dal matematico/scacchista François Le Lionnais insieme a Raymond Queneau, Jacques Bens, Claude Berge, Jacques Ducheteau, Jean Lescure e Jean Queval. Il gruppo si occupa di rianalizzare tutte le potenzialità della scrittura e della lingua, riprendendo i sentieri già percorsi dai surrealisti e dai futuristi arrivando ad ampliare in modo sempre più parossistico l'uso delle parole e delle loro significazioni virtuali, per questo fanno uso dell'acrostico, del lipogramma, del palindromo e dell'olorima.
A Capri nel 1990 nasce l'OpLePo un gruppo di scrittori che si occupa ugualmente delle stesse problematiche basate nel loro caso sulla lingua italiana. Dal 1998 l'OpLePo aveva come direttore il poeta e critico Edoardo Sanguineti.
Si sono particolarmente concentrati sull'opera di Alfred Jarry e la patafisica in Italia: Vincenzo Accame, Brunella Eruli, Roberto Sanesi, Ornella Volta, Enzo Rossi Roiss e Vittorio Orsenigo.

## La patafisica nei giochi per computer
Nel gioco Broken Sword I e Broken Sword: The Director's Cut sono inseriti alcuni nomi inerenti alla patafisica come il Café de la Chandelle Verte, Rue Jarry e l'Hotel Ubu.

## Mostre patafisiche
- Jarry e la patafisica: arte, letteratura, spettacolo, a cura di Enrico Baj, Vincenzo Accame e Brunella Eruli, Palazzo Reale, 1983.[17][18]
- PataAsemica, a cura di Duccio Scheggi, Marco Garofalo e Giuseppe Calandriello, Stecca 3, Milano, 2023.[19]

### Concetti
- Cacopedia
- Filosofia
- Teatro dell'assurdo
- Luigi Serafini (artista)

### Autori
- Vincenzo Accame
- Fernando Arrabal
- Jean Baudrillard
- Enrico Baj
- Umberto Eco
- Dario Fo
- Raymond Queneau
- Boris Vian
- Edoardo Sanguineti